# Succo di frutta

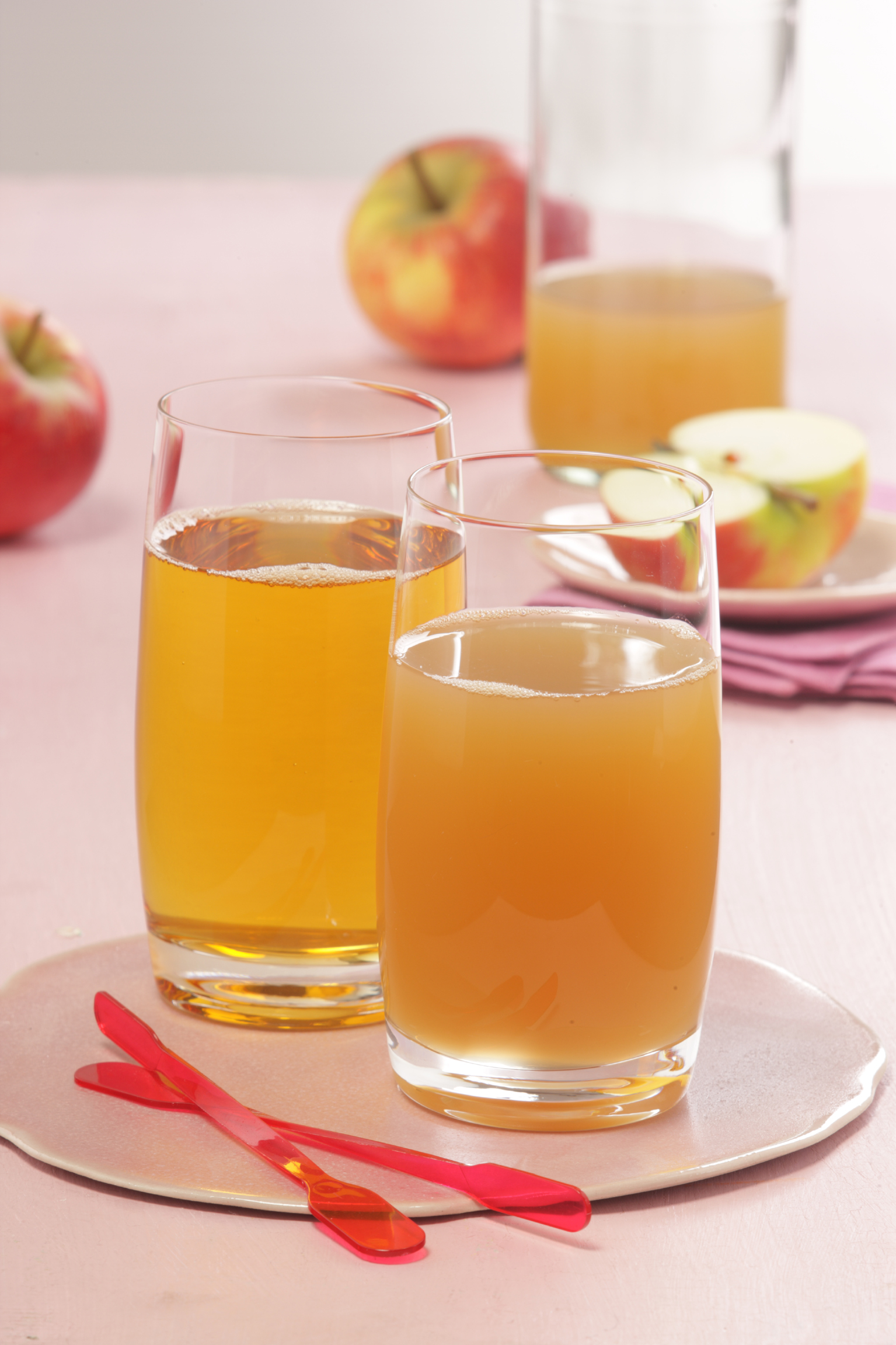
Succo di mela.

Con succo di frutta, anche detto estratto, si intende il risultato dello spremere, con conseguente separazione della parte polposa, di frutti diversi. I succhi di frutta come arance o mele sono molto comuni ed il loro consumo è cresciuto negli ultimi anni per merito delle loro qualità nutritive. I succhi possono essere concentrati e richiedere quindi l'aggiunta di acqua. Per la produzione di succhi di frutta si usano tecniche come l'evaporazione, essiccazione e pastorizzazione.
Fra i succhi più popolari in commercio ci sono quelli di mela, arancia, arancia rossa, ace, albicocca, pesca, pera. 
I succhi di frutta non sono da confondere con i nettari o con altre bevande a base di frutta, prodotti contenenti altri ingredienti oltre ai derivati dalla frutta. Le confezioni dei prodotti in commercio riportano sempre in etichetta la denominazione commerciale affinché il consumatore non sia confuso.

## Caratteristiche merceologiche

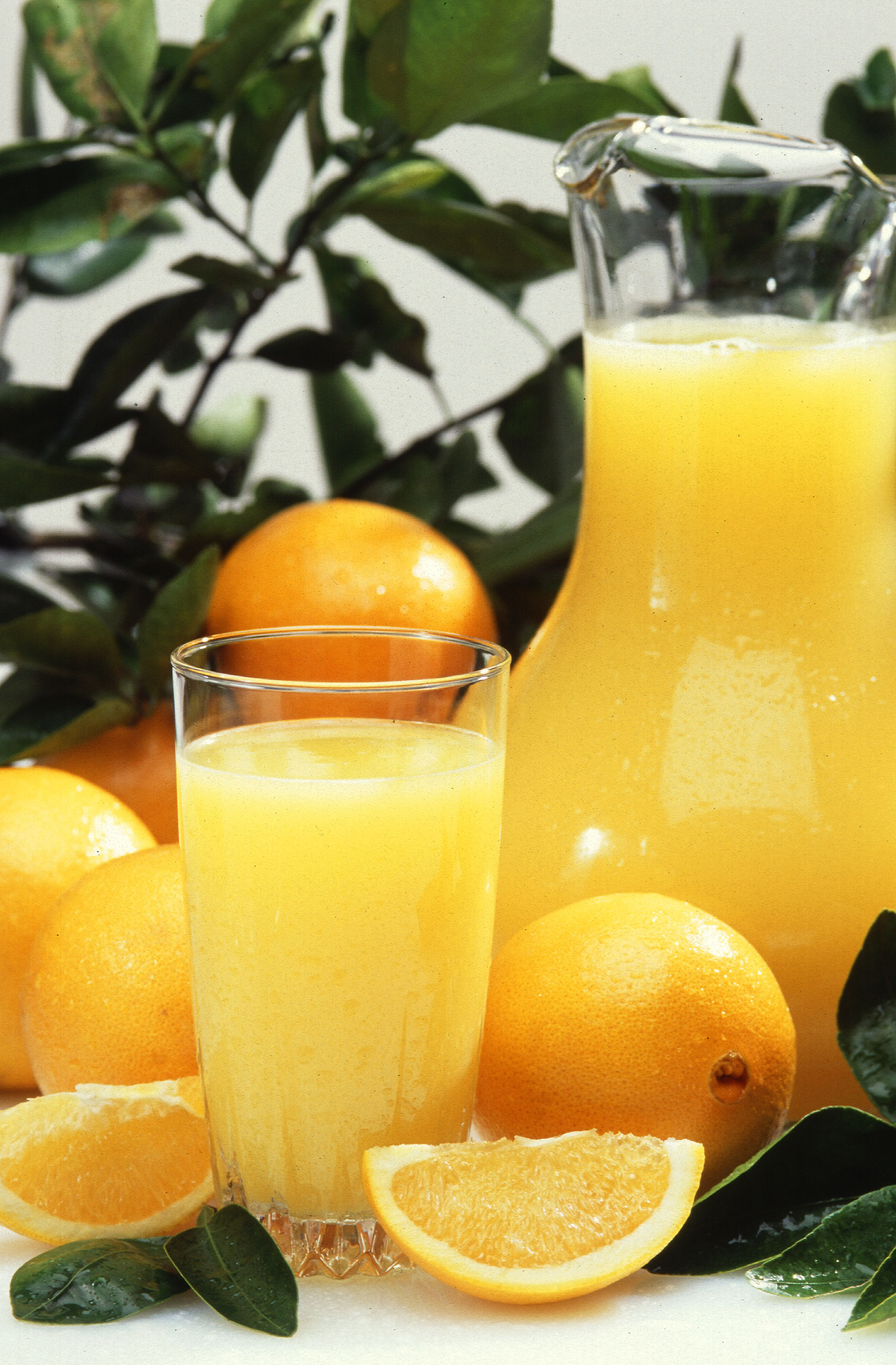
Succo d'arancia; nella maggior parte dei casi il succo d'arancia contiene coloranti arancioni per essere più attraente al consumatore.

Il termine succo di frutta, nell'UE, è definito come: "il prodotto fermentescibile ma non fermentato..." ottenuto da frutti sani e maturi (dir. 2001/112/CE e successivi aggiornamenti).
Dal 2012 non è più possibile addizionare zuccheri ai succhi messi in commercio come tali; i soli zuccheri presenti sono quindi quelli naturalmente contenuti nella frutta di origine.
Se il succo viene preparato diluendo un succo di frutta concentrato, il prodotto ottenuto deve essere etichettato come: "succo di... da concentrato (o a base di succo concentrato)".
La ricostituzione del succo di frutta da concentrato deve essere effettuata aggiungendo solo l'acqua necessaria a raggiungere un contenuto di sostanza secca definita per legge per le principali specie di frutta.
Il succo viene normalmente sottoposto al trattamento termico di pastorizzazione, e confezionato in condizioni di asetticità per garantirne la stabilità microbiologica (prevenire fermentazioni o ammuffimenti).
Ai succhi di frutta possono essere aggiunti ingredienti funzionali come vitamine, sali minerali o fibre alimentari.

## Storia
Prove iniziali di produzioni di succo si possono confermare in gruppi di granella di uva risalenti persino all'8000 a.C., anche se molto probabilmente ciò non era un vero e proprio succo ma un preparato per vino.
Uno dei primi succhi a comparire fu la limonata prodotta dall'Italia nel XVI secolo come merce d'importazione nel Medio Oriente. Nel XVII secolo compare il succo di arancia.
Nel XVIII secolo James Lind produce succhi a base di agrumi contro lo scorbuto, talmente efficaci tale che nel 1867 la Merchant Shopping Act imporrà di tenere succhi di agrumi a bordo delle navi con rotta oceanica.
Nel XIX secolo il Lind sigillò le bottiglie di succo con sughero e cera e li mise in acqua bollente: in questo modo aveva creato una pastorizzazione del prodotto che ne facilitava lo stoccaggio e ne uccideva il lievito responsabile della fermentazione.

## Spremitura e tipologia di estrattori
Esistono due tipi di estrattori sul mercato che sebbene producano succo appena spremuto agiscono agli estremi opposti dello spettro della salute. Essi dunque sono:
- Centrifughe
- Estrattori a freddo

### Estrattori a caldo: le centrifughe
Per estrarre il succo, le lame delle centrifughe compiono 30 000 rotazioni al minuto comportando pompaggio di aria e un'ossidazione prematura. Le lame sminuzzano la frutta in microparticelle, che esposte all'aria ne compromettono le proprietà chimiche rilevanti a livello biologico, le proprietà organolettiche ed i valori nutrizionali.

### Estrattori a freddo
Gli estrattori a freddo (detti anche masticatori) sono disponibili sul mercato dal 1934, ma solo negli ultimi decenni questo macchinario ha avuto larga diffusione in molti paesi del mondo.
I masticatori estraggono il succo gentilmente e a basse temperature. I giri del cestello (75-160 rotazioni al minuto) non ossidano il prodotto e mantengono il prodotto vivo. Rispetto alle centrifughe, gli estrattori a freddo riescono ad estrarre il doppio dei valori nutrizionali.
L'unico svantaggio dei masticatori è la mancata pastorizzazione del prodotto, che quindi dovrà essere consumato subito dopo la sua spremitura.